# Minkah Fitzpatrick
Minkah Fitzpatrick Jr. (geboren am 17. November 1996 in Old Bridge Township, New Jersey) ist ein US-amerikanischer American-Football-Spieler auf der Position des Safeties. Er spielte College Football für Alabama und wurde im NFL Draft 2018 in der ersten Runde von den Miami Dolphins ausgewählt. Von 2019 bis 2024 stand er bei den Pittsburgh Steelers in der National Football League (NFL) unter Vertrag. 2025 kehrte er zu den Miami Dolphins zurück.

## College
Fitzpatrick wurde 1996 in Old Bridge Township, New Jersey geboren und ging auf die St. Peter’s Preparatory School in Jersey City. Neben seiner heutigen Position als Safety spielte er an der Highschool auch als Cornerback, als Runningback und als Wide Receiver. Danach spielte er von 2015 bis 2017 Football am College. Er besuchte die University of Alabama und spielte für die Alabama Crimson Tide in der NCAA Division I FBS. Er lief in 38 Spielen als Starter auf und gewann mit Alabama zweimal (2015, 2017) die College Football Playoff National Championship. 2017 gewann er den Chuck Bednarik Award, der den besten Defensivspieler im College Football auszeichnet. Nach seinem dritten Jahr gab Fitzpatrick bekannt, auf das letzte Jahr am College zu verzichten und sich für den NFL Draft 2018 anzumelden.
Insgesamt kam er in drei Saisons für Alabama auf 171 Tackles, davon 16,5 für Raumverlust, 5 Sacks, 24 verteidigte Pässe, neun Interceptions und zwei erzwungene Fumbles.

## NFL
Fitzpatrick wurde im NFL Draft 2018 an 11. Stelle und als erster Spieler auf seiner Position von den Miami Dolphins ausgewählt. Dort unterzeichnete er einen Vierjahresvertrag über 16,4 Millionen Dollar.
Im dritten Spiel der Saison 2018 lief Fitzpatrick gegen die Oakland Raiders erstmals als Starter auf, in der Woche darauf fing er gegen die New England Patriots bei einem Pass von Tom Brady seine erste Interception in der NFL. Im Spiel gegen die Minnesota Vikings in Woche 15 konnte er seine zweite Interception zu einem Touchdown in die gegnerische Endzone zurücktragen.
Nach dem 2. Spieltag der Saison 2019 gaben die Dolphins im Rahmen des Neuaufbaus ihres Teams Fitzpatrick gegen einen Erstrundenpick im Draft 2020 an die Pittsburgh Steelers ab, zudem tauschten die beiden Franchises dabei einige Spätrundenpicks. Mit dem Wechsel zu den Steelers stellte sich eine deutliche Leistungssteigerung bei Fitzpatrick ein, mit ihm entwickelte sich die Defense der Steelers zu einer der besten in der Liga. In sieben Spielen fing er fünf Interceptions, womit er nach dem 10. Spieltag zusammen mit Devin McCourty von den New England Patriots die Liga anführte. Gegen die Indianapolis Colts gelang ihm ein Pick Six über 96 Yards.
Am 17. Dezember 2019 wurde Fitzpatrick erstmals für den Pro Bowl nominiert, ebenso für das All-Pro-Team. In der Spielzeit 2020 gelangen Fitzpatrick vier Interceptions, davon trug er eine zu einem Touchdown in die gegnerische Endzone zurück. Er wurde erneut in den Pro Bowl und zum All-Pro gewählt. Vor der Saison 2021 entschlossen die Steelers sich dazu, die Fifth-Year-Option von Fitzpatricks Rookievertrag wahrzunehmen.
Im Juni 2022 einigte Fitzpatrick sich mit den Steelers auf eine Vertragsverlängerung um vier Jahre im Wert von 73,6 Millionen US-Dollar, womit er zum höchstbezahlten Spieler auf seiner Position aufstieg. Er spielte 2022 in 15 von 17 Spielen, dabei erzielte er 96 Tackles und wehrte elf Pässe ab. Mit sechs Interceptions stellte er den geteilten Bestwert der Saison auf, dabei gelang ihm ein Pick Six. Fitzpatrick wurde zum dritten Mal in den Pro Bowl und in das All-Pro-Team gewählt.
Am 2. Spieltag der Saison 2023 verursachte ein tiefer, aber als nicht illegal eingestufter Tackle von ihm an Nick Chubb, dem Runningback der Cleveland Browns, eine schwere Knieverletzung, die Chubbs Saison vorzeitig beendete. In der Spielzeit verpasste Fitzpatrick verletzungsbedingt sieben Spiele, wurde aber dennoch wieder in den Pro Bowl gewählt. Eine besondere Ehre wurde ihm beim alljährlich stattfinden Super Bowl Breakfast zuteil, als ihm der begehrte Bart Starr Award 2024 verliehen wurde. Dieser Preis geht an NFL-Spieler, die sich auch außerhalb des Spielfeldes innerhalb des eigenen sozialen Umfeldes und der Gemeinde als Vorbild hervorgetan haben.
In der Saison 2024 bestritt Fitzpatrick erstmal in seiner NFL-Karriere alle 17 Saisonspiele von Beginn an. Er verzeichnete eine Interception, einen erzwungenen Fumble, 96 Tackles und vier abgewehrte Pässe. Auch nach dieser Saison wurde er – zum insgesamt fünften Mal – in den Pro Bowl gewählt.
Am 30. Juni 2025 gaben die Miami Dolphins die Rückkehr des Safeties zu dem Team bekannt, bei dem seine Karriere 2018 begonnan hatte. Im Zuge eines Trades tauschten die Dolphins ihren Cornerback Jalen Ramsey sowie ihren Tight End Jonnu Smith und einen Siebtrundenpick 2027 gegen Fitzpatrick und einen Fünftrundenpick 2027.

### NFL-Statistiken
| Saison                             | Saison | Spiele | Spiele      | Tackles | Tackles | Tackles | Tackles | Interceptions | Interceptions | Interceptions | Interceptions | Interceptions | Fumbles | Fumbles | Fumbles |
| Jahr                               | Team   | Spiele | als Starter | Gesamt  | Solo    | Ast     | Sacks   | PD            | INT           | Yds           | Lng           | TD            | FF      | FR      | TD      |
| ---------------------------------- | ------ | ------ | ----------- | ------- | ------- | ------- | ------- | ------------- | ------------- | ------------- | ------------- | ------------- | ------- | ------- | ------- |
| 2018                               | MIA    | 16     | 11          | 80      | 51      | 29      | 0,0     | 9             | 2             | 64            | 50            | 1             | 0       | 0       | 0       |
| 2019                               | MIA    | 2      | 2           | 12      | 8       | 4       | 0,0     | 0             | 0             | 0             | 0             | 0             | 1       | 1       | 0       |
| 2019                               | PIT    | 14     | 14          | 57      | 36      | 21      | 0,0     | 9             | 5             | 130           | 96            | 1             | 1       | 2       | 1       |
| 2020                               | PIT    | 16     | 16          | 79      | 60      | 19      | 0,0     | 11            | 4             | 77            | 37            | 1             | 1       | 1       | 0       |
| 2021                               | PIT    | 16     | 16          | 124     | 84      | 40      | 0,0     | 7             | 2             | 18            | 18            | 0             | 1       | 1       | 0       |
| 2022                               | PIT    | 15     | 15          | 96      | 56      | 40      | 0,0     | 11            | 6             | 94            | 34            | 1             | 0       | 0       | 0       |
| 2023                               | PIT    | 10     | 10          | 64      | 43      | 21      | 0,0     | 3             | 0             | 0             | 0             | 0             | 0       | 0       | 0       |
| 2024                               | PIT    | 17     | 17          | 96      | 62      | 34      | 0,0     | 4             | 1             | 25            | 25            | 0             | 1       | 0       | 0       |
| Gesamt                             | Gesamt | 106    | 101         | 608     | 400     | 208     | 0,0     | 54            | 20            | 408           | 96            | 4             | 5       | 5       | 1       |
| Quelle: pro-football-reference.com |        |        |             |         |         |         |         |               |               |               |               |               |         |         |         |

## Persönliches und soziales Engagement
Minkah Fitzpatrick ist der Sohn von Melissa Fitzpatrick und Minkah Fitzpatrick Sr. Er wuchs mit vier Geschwistern auf. Aus der ersten Wohnung, die das Elternpaar gekauft hatte, wurde die Familie hinausgeworfen, weil es ein gemischtrassiges Paar war. Nachdem im Jahre 2011 ein eigenes Haus bezogen worden war, wurde die Familie vorübergehend obdachlos, als ihr Heim vom Hurrikan Irene überflutet wurde. Die Fitzpatricks zogen vorübergehend zu Melissas Eltern.
Minkah Fitzpatrick engagiert sich in mehreren sozialen Projekten, die sich für missbrauchte und vernachlässigte Kinder einsetzen und war Mitglied des Steelers Social Justice Committee, das sich für soziale Gerechtigkeit einsetzt.